# HESA Gaza 149
Le Gaza 149 (en persan : غزه ۱۴۹, du nom de la bande de Gaza), parfois dénommé Sahed-149 ou S149, est un drone aérien de combat MALE (moyenne altitude, longue endurance) iranien, dérivée du HESA Shahed 129. Il est doté d'un seul moteur et fabriqué par l'Iran Aircraft Manufacturing Industrial Company (ou HESA) pour le Corps des Gardiens de la Révolution,,,.

## Développement
Le Gaza 149 est annoncé le 21 mai 2021. Il est nommé en référence à la bande de Gaza et la lutte des Palestiniens contre Israël.
Il rentre en opération auprès de la Force aérospatiale du Corps des Gardiens de la révolution en avril 2022.

## Caractéristiques
Le drone Gaza est similaire en taille, en forme et en rôle au MQ-9 Reaper américain. C'est un aéronef plus gros, plus lourd et plus performant que le Shahed 129 antérieur qui était basé sur le MQ-1 Predator. Il s'agit du premier drone iranien propulsé par un turbopropulseur, il est situé sur la queue de l'appareil et son arrivée d'air se situe juste au dessus. Les trains atterrissage ont une configuration classique et sont rétractables.
Il affiche une durée de vol de 35 heures, une autonomie de 7 000 km, une envergure de 21 m, une vitesse maximale de 350 km/h, et une vitesse de croisière de 215 km/h,. Il est capable de transporter 13 bombes grâce à 4 points d'emport externes et 500 kg d'équipement électronique,,.